# Ліонія (Нью-Джерсі)
Ліонія (англ. Leonia) — місто (англ. borough) в США, в окрузі Берген штату Нью-Джерсі. Населення — 9304 особи (2020).

## Географія
Ліонія розташована за координатами 40°51′48″ пн. ш. 73°59′18″ зх. д. / 40.86333° пн. ш. 73.98833° зх. д. (40.863391, -73.988471).  За даними Бюро перепису населення США в 2010 році місто мало площу 4,23 км², з яких 3,98 км² — суходіл та 0,26 км² — водойми.

## Демографія
Згідно з переписом 2010 року, у селищі мешкало 8937 осіб у 3284 домогосподарствах у складі 2518 родин. Було 3428 помешкань
Расовий склад населення:
| - 55,2 % — білих - 35,1 % — азіатів - 2,3 % — чорних або афроамериканців - 0,2 % — корінних американців - 3,7 % — осіб інших рас |

До двох чи більше рас належало 3,4 %. Частка іспаномовних становила 16,7 % від усіх жителів.
За віковим діапазоном населення розподілялося таким чином: 22,3 % — особи молодші 18 років, 62,6 % — особи у віці 18—64 років, 15,1 % — особи у віці 65 років та старші. Медіана віку мешканця становила 43,0 року. На 100 осіб жіночої статі у селищі припадало 92,9 чоловіків;  на 100 жінок у віці від 18 років та старших — 88,9 чоловіків також старших 18 років.
Середній дохід на одне домашнє господарство  становив 117 490 доларів США (медіана — 86 107), а середній дохід на одну сім'ю — 128 274 долари (медіана — 99 861). Медіана доходів становила 79 375 доларів для чоловіків та 61 271 долар для жінок. За межею бідності перебувало 11,6 % осіб, у тому числі 11,2 % дітей у віці до 18 років та 10,7 % осіб у віці 65 років та старших.
Цивільне працевлаштоване населення становило 4436 осіб. Основні галузі зайнятості: освіта, охорона здоров'я та соціальна допомога — 23,7 %, роздрібна торгівля — 13,0 %, науковці, спеціалісти, менеджери — 11,3 %.